# TVhサマー競馬
TVhサマー競馬（ティーブイエイチ サマーけいば）は、テレビ北海道（TVh）が中央競馬の北海道内（函館競馬場、札幌競馬場）開催期間中に放送する競馬中継番組である。
一部では、「TVh土曜競馬」、「TVHサマー競馬」、「サマー競馬」、「TVh SUMMER KEIBA」、いずれかのタイトル表記が見られる。
2018年6月16日より、『TVhサマー競馬NEXT』（ティーブイエイチ サマーけいば ネクスト）としてリニューアル。本項では、それも併せて記述する。

## 概要
通常ネットしているウイニング競馬（テレビ東京制作）を北海道内開催期間中に限り差し替えて放送。なお、土曜開催分に関しては「ウイニング競馬」の番宣CMからタイトルを差し替えたものを放送している。
北海道内で開催される中央競馬および他会場で開催される中央競馬各レースの模様を伝えており、他会場のレース実況はテレビ東京・KBS京都（うまDOKI）の実況をネットする。また、14時半から15時の間に函館・札幌のレースが行われる場合、BSテレ東で放送されるウイニング競馬に裏送りで放送する。

## 放送日時
- 毎週土曜日 15:00 - 16:00
  - 2010年までは毎年7月に放送されるFNSの日放送の為、ドラマチック競馬（北海道文化放送制作。現KEIBAプレミア）が休止する場合に限り、日曜15:00 - 16:00にも放送。

## 出演者

### 現在
- キャスター（司会）：HIROKI（2018年から）[注 4]
- 司会：中村秋季乃（2024年から。TVhアナウンサー）
- パドック進行：伊藤英一郎（元TVhアナウンサー→フリー 局アナ時代から出演。2001年から2017年まで司会を担当[16]。過去には実況も担当）[注 5]
- 解説：金子裕次郎（2013年から。函館担当、2019年からは札幌も担当。専門紙・勝馬）[注 6]
- パドック解説：赤塚俊彦（2022年から。専門紙・競馬ブック）
- 実況：松岡俊道[注 7]

### 過去の出演者

#### 『サマー競馬』時代
解説者
- 榎本正男（道新スポーツ）[注 8]
- 小宮均（専門紙・競馬ブック[16]）
- 小川真一[注 9]（専門紙・ホースニュース・馬[16]。パドック担当[16]）
- 大江和貴（2008年から2018年。専門紙・勝馬）[注 10]
- 今野光成（2012年から2021年。専門紙・研究ニュース）[注 11]

司会・実況
- 大井健郎（当時TVhアナウンサー）[6][16]
- 土居壮[16]（元テレビ東京、フリーアナウンサー[16]）
- 齋藤瑞穂（当時TVhアナウンサー、司会を担当）[注 12]
- 山口あさみ（フリーキャスター[16]。2001年より伊藤英一郎と司会を担当[16]）
- 丹羽真由実（当時TVhアナウンサー、2010年から2011年。アシスタントを担当[要出典]）[19][注 13]
- 千葉真澄（当時TVhアナウンサー、2012年から2014年。アシスタント、『MASUMI SELECT』という予想コーナー[22]を担当）[注 14]
- 広瀬彩花（2015年から2016年。アシスタント）[注 15]
- 深澤朝香（当時TVhアナウンサー。2022年のみ担当）
- 湯浅知里（2017年から2021年までTVhアナウンサー。2017年にアシスタントとして番組デビュー、2018年から2021年まで司会、2023年復帰）[注 16]
- 安達祐子（フリーキャスター[16]。パドック担当[16]）
- 藤原佐智（フリーアナウンサー[24]。4年間キャスターとして出演[24]）
- 龍見（2015年から2023年。番組レギュラー、吉本興業所属のローカルタレント[25]）[注 17]

## スタッフ
- 技術協力：オーテック[注 18]

## テーマ曲
- 『夢風』（作曲：熊谷徳明） ※2012年当時[27]